# Aninoasa, Dâmbovița
Aninoasa là một xã thuộc hạt Dâmbovița, România. Dân số thời điểm năm 2002 là 5979 người.